# L. P. Holmes
L. P. Holmes (Llewellyn Perry Holmes eller Lew P. Holmes), född 4 januari 1895 i Breckenridge, Colorado, USA, död 30 december 1988, var en amerikansk författare, som förutom under egna namnet L. P. Holmes skrev under pseudonymerna Matt Stuart, Dave Hardin och Perry Westwood.

## Biografi
Efter avslutad skolgång började Holmes skriva noveller för "pulpmagasin" och i synnerhet åt dem som utgavs av Leo Margulies. I början på 1950-talet koncentrerade sig Holmes alltmera på att skriva westernromaner under eget namn samt pseudonymerna Matt Stuart, Dave Hardin och Perry Westwood.
Holmes roman Somewhere they die (svensk översättning Slå tillbaka) belönades av Western Writers of America med en Spur Award som 1955 års bästa roman.